# 11th Airborne Division (Vereinigte Staaten)

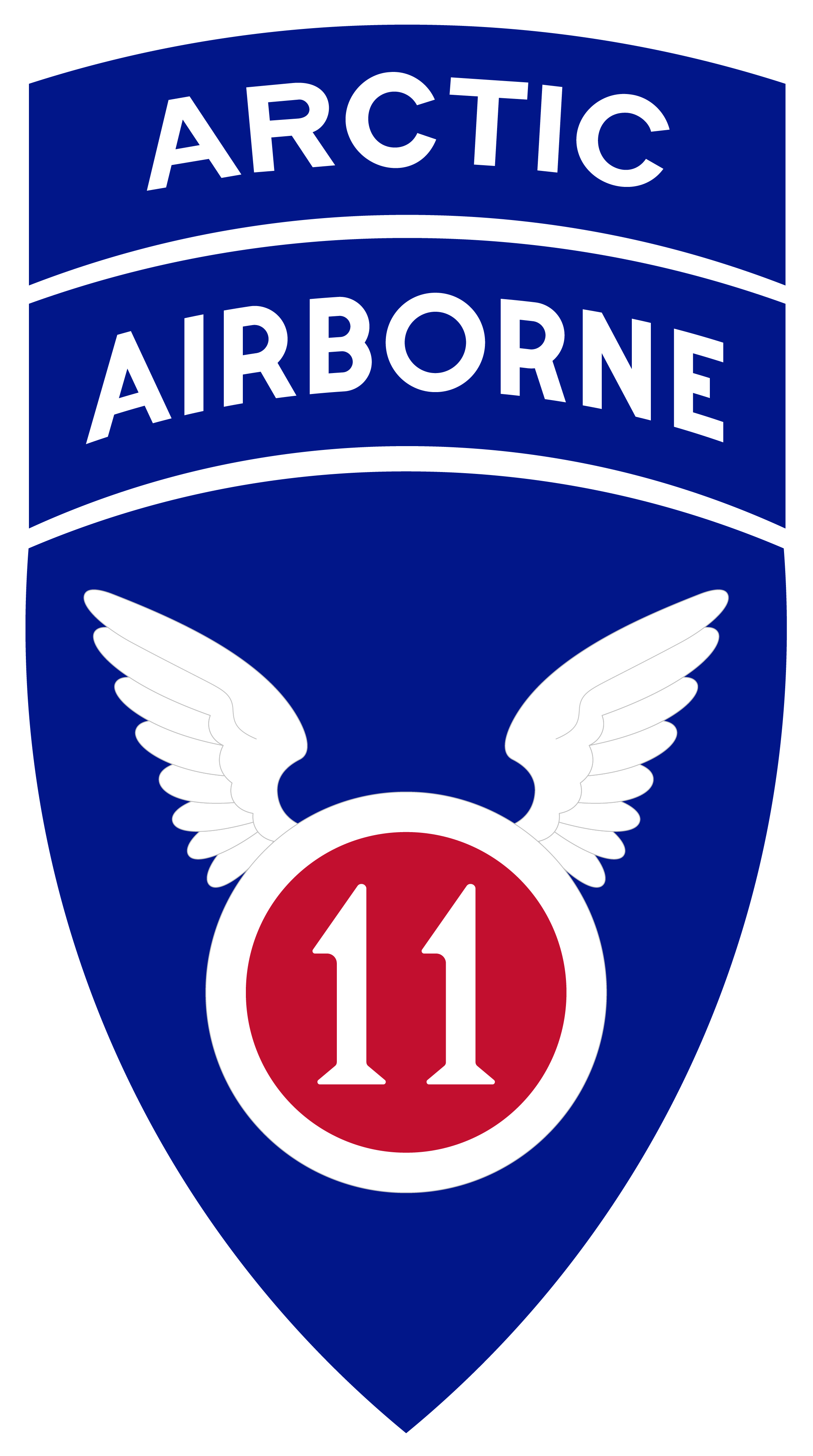
Abzeichen der 11. US-Luftlandedivision

Die 11th Airborne Division (deutsch 11. US-Luftlandedivision), die auch Arctic Angels genannt wird, ist eine Luftlandedivision der United States Army, die am 25. Februar 1943 in Camp Mackall unter dem Befehl von Generalmajor Joseph W. Swing aufgestellt wurde. Sie trug im Zweiten Weltkrieg maßgeblich zu der Befreiung der philippinischen Insel Luzon von der japanischen Besatzung bei und wurde nach dem Krieg in Japan und später in Deutschland stationiert. 1958 wurde sie aufgelöst und einige Jahre später von der 11th Air Assault Division ersetzt, die wiederum 1965 aufgelöst wurde. 2022 wurde sie in Alaska als ein auf arktischer Kriegsführung spezialisierte Luftlandeverband wieder aufgestellt.

## Geschichte

### Zweiter Weltkrieg
Die 11. US-Luftlandedivision erreichte, nachdem sie von San Francisco aus eingeschifft worden war, am 25. Mai 1944 Neuguinea, wo sie bis November 1944 trainierte. Das Augenmerk lag dabei auf neuen Taktiken wie die Kriegsführung im Urwald, aber auch auf den Kernfähigkeiten, daher erfolgten mehrere Absprünge. Am 11. November 1944 verließ die Division Neuguinea wieder in Richtung Philippinen. Sie landete am 18. November desselben Jahres amphibisch – also nicht aus der Luft – zwischen Abuyog und Tarragona, 40 Meilen südlich von Tacloban, auf der Insel Leyte, und stieß ins Landesinnere vor. Dabei wurde der Nachschubweg der Japaner zwischen Ormoc und Burauen, eine wichtige japanische Kampflinie, erobert. Die Hauptaufgabe der Division war es, einerseits alle Ausgänge aus den Bergen in das Tal von Leyte zu erobern und zu sichern, andererseits die Bergausgänge in den westlichen Küstenabschnitt zu sichern, um den Angriff der 7th Infantry Division auf Ormoc zu unterstützen.

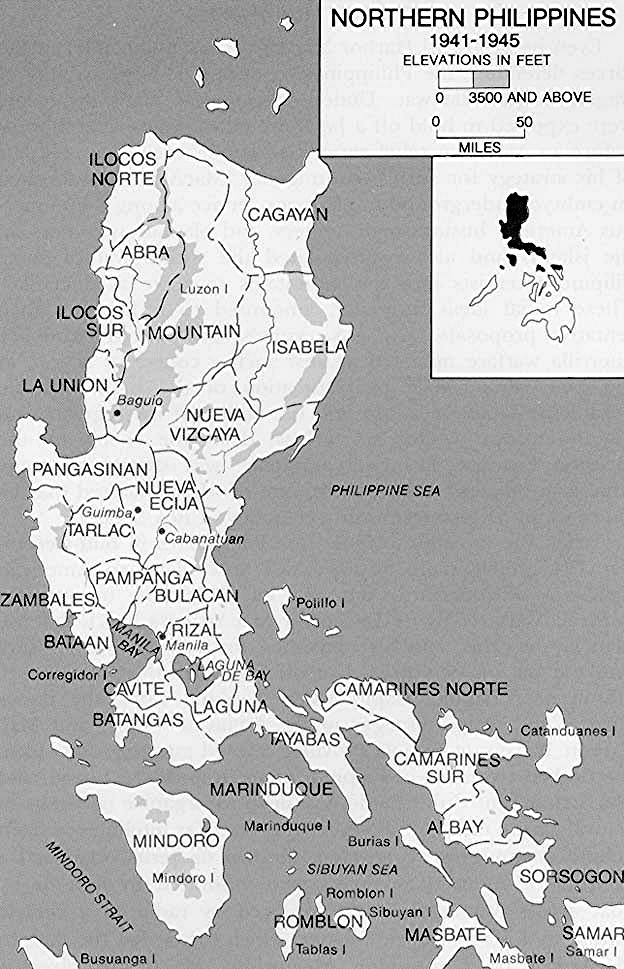
Karte der nördlichen Philippinen

Am 6. Dezember 1944 kämpften die Fallschirmjäger der 11. US-Luftlandedivision gegen japanische Fallschirmjäger, die nahe der Landebahn von San Pablo gelandet waren. Die japanischen Einheiten wurden innerhalb von fünf Tagen aufgerieben. In einer Serie von Kämpfen wurde der japanische Widerstand Ende Dezember in Leyte gebrochen. Die starke feindliche Stellung am Rock Hill konnte am 18. Dezember überwunden werden. Im Januar 1945 sammelte die Division neue Kräfte und bereitete sich auf eine Landung auf Luzon vor. Während andere amerikanische Truppen am 31. Januar 1945 Manila von Norden her angriffen, landete die 11. US-Luftlandedivision amphibisch bei Nasugbu, 60 Meilen südlich von Manila, und rückte von dort aus auf die philippinische Hauptstadt vor.
Der erste Sprung eines Verbands der Division im Zweiten Weltkrieg – der des 511. Fallschirm-Infanterieregiments auf dem Bergrücken von Tagaytay, am 3. Februar – traf auf keine Gegenwehr. Das 511. Regiment überquerte am 5. Februar den Fluss Paranaque und erreichte Manila. Dort verteidigten sich die Japaner erneut mit aller Verbissenheit. Am 12. Februar nahm die Division Nichols Field ein und flankierte vom 12. bis zum 16. Februar Fort McKinley, das sie am 17. Februar einnehmen konnte. Am 23. Februar wurden mehr als 2.000 amerikanische und europäische Kriegsgefangene, die in Los Banos gefangen waren, durch einen kombinierten Luft- und Seeangriff befreit. Nachdem Manila befreit worden war, durchbrach die Division einen starken Ring von feindlichen Stellungen um Lake Taal und Laguna de Bay und nahm am Highway No. 1 gelegene Städte ein. Im April hoben die 11. US-Luftlandedivision und andere Einheiten noch kleinere Widerstandsnester in der Provinz Batangas aus. Am 1. Mai war jeglicher Widerstand im Süden Luzons gebrochen.

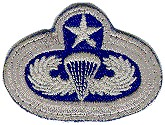
Fallschirmspringerabzeichen

Die letzte Operation der Division wurde am 23. Juni 1945, zusammen mit dem Vormarsch der 37th Infantry Division im Norden Luzons, ausgeführt. Eine neugebildete Spezialeinheit sprang über dem Flugfeld von Camalaniugan ab. Nach einer sofortigen Attacke gegen die dort liegenden Japaner konnte die Division am 26. Juni zwischen Alcala und dem Fluss Paret zur 37th Division aufschließen. Nachdem die Division im Juli 1945 trainierte, wurde sie nach der Kapitulation Japans am 30. August desselben Jahres nach Honshū ausgeflogen, um dort als erste amerikanische Einheit in einer Luftlandeaktion den Atsugi-Flughafen bei Tokio und den Hafen von Yokohama zu besetzen.

### Nachkriegszeit

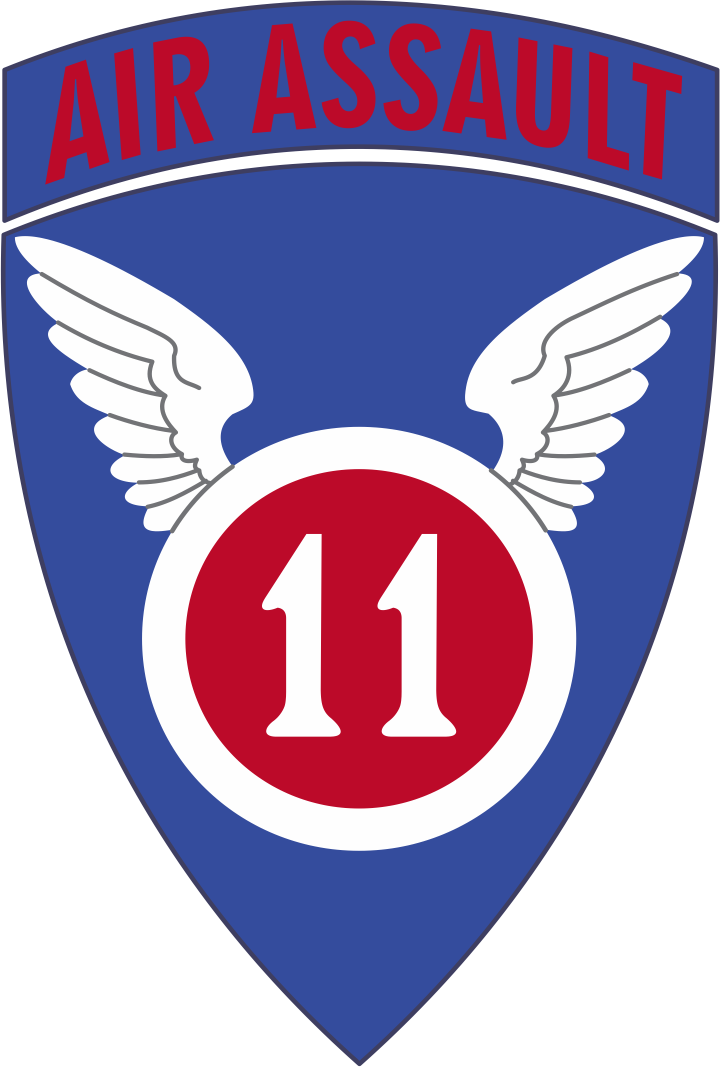
Abzeichen der 11th Air Assault Division

Nach Erledigung des gestellten Auftrags in Japan kehrte die Division 1949 als Ausbildungstruppe nach Camp Campbell in Kentucky zurück. Der letzte überseeische Einsatz der Division begann im Jahre 1956, als sie die 5. US-Infanteriedivision in Westdeutschland, 7. US-Armee, VII. Korps im Rahmen der Gyroscope-Truppenrotation ersetzte. Sie war wie ihr Vorgänger in Augsburg in der Sheridan- und Reese-Kaserne sowie in der näheren Umgebung am Flugplatz Gersthofen-Gablingen und in München stationiert und wurde nach der neuen, für den Atomkrieg vorgesehenen Pentomic-Struktur organisiert.
Während dieser Zeit führte sie in Augsburg die ersten Fallschirmspringerlehrgänge für die neu aufgestellte Luftlandetruppe der Bundeswehr durch und bildete das Lehrpersonal der Luftlande- und Lufttransportschule aus. Mitte 1958 wurde die 11. US-Luftlandedivision in Augsburg und München durch die 24. US-Infanteriedivision ersetzt; zur Zeit dieser Umstellung war der Verband an der US-Intervention im Libanon beteiligt. Die Luftlande-Elemente der 24. US-Infanteriedivision wurden bis 1959 ausgetauscht.
1963 wurde die 11th Air Assault Division (Test), die viele der Mitglieder der 11. US-Luftlandedivision aufnahm, im damaligen Fort Benning gegründet, um Hubschrauberangriffstaktiken zu testen. Ihr Kommandeur wurde Generalmajor Harry W. O. Kinnard, der während des Zweiten Weltkrieges bereits als Stabschef in der 101st Airborne Division gedient hatte. Mit der Auflösung der 11th Air Assault Division (Test) 1965 wurde das Konzept der luftbeweglichen Infanterie wurde von der 1st Cavalry Division und heute von der 101st Airborne Division weitergeführt.
Am 6. Juni 2022 wurde die Division in Alaska wieder reaktiviert. Sie übernahm zwei Brigaden der 25. US-Infanteriedivision. In Zukunft soll sie zu einem Großverband für die arktische Kriegsführung aufgebaut und ausgebildet werden.

## Organisation
- Headquarters Company, (Stabskompanie), ehemaliges United States Army Alaska
- Northern Warfare Training Center
- 1st Infantry Brigade Combat Team, stationiert in Fort Wainwright, Alaska
- 2th Infantry Brigade Combat Team (Airborne), stationiert in Fort Richardson, Alaska

## Kommandeure
- Generalmajor Joseph M. Swing (25. Februar 1943 bis Februar 1946)
- Brigadegeneral Frank Dorn (Februar 1946 bis Juni 1946)
- Generalmajor Joseph M. Swing (Juni 1946 bis Januar 1948)
- Generalmajor William M. Miley (24. Januar 1948 bis Januar 1950)
- Generalmajor Lyman L. Lemnitzer (Januar 1950 bis November 1951)
- Generalmajor Wayne C. Smith (November 1950 bis Januar 1952)
- Generalmajor Ridgely Gaither (Februar 1952 bis März 1953)
- Generalmajor Wayne C. Smith (Mai 1953 bis Mai 1955)
- Generalmajor Derrill McDaniel (Juni 1955 bis September 1956)
- Generalmajor Hugh P. Harris (Oktober 1956 bis April 1958)
- Generalmajor Ralph Cooper (1958 bis Juni 1958)
- Generalmajor Harry W. O. Kinnard (1963 bis 1965 (Kommandeur der 11th Air Assault Division (Test)))
- Generalmajor Brian Eifler (Juni 2022 bis August 2024)
- Generalmajor Joseph Hilbert (seit August 2024)